# 145545 Wensayling
145545 Wensayling este un asteroid din centura principală de asteroizi.

## Descriere
145545 Wensayling este un asteroid din centura principală de asteroizi. A fost descoperit pe 22 mai 2006 la Observatorul Lulin de Ting Chang Yang și Quan-Zhi Ye. Asteroidul prezintă o orbită caracterizată de o semiaxă mare de 3,30 ua, o excentricitate de 0,16 și o înclinație de 15,4° în raport cu ecliptica.